# Center Sandwich
Center Sandwich es un lugar designado por el censo ubicado en el condado de Carroll en el estado estadounidense de Nuevo Hampshire. En el Censo de 2010 tenía una población de 123 habitantes y una densidad poblacional de 80,36 personas por km².

## Geografía
Center Sandwich se encuentra ubicado en las coordenadas 43°48′43″N 71°26′29″O / 43.81194, -71.44139. Según la Oficina del Censo de los Estados Unidos, Center Sandwich tiene una superficie total de 1.53 km², de la cual 1.53 km² corresponden a tierra firme y (0.17%) 0 km² es agua.

## Demografía
Según el censo de 2010, había 123 personas residiendo en Center Sandwich. La densidad de población era de 80,36 hab./km². De los 123 habitantes, Center Sandwich estaba compuesto por el 97.56% blancos, el 0% eran afroamericanos, el 0.81% eran amerindios, el 0% eran asiáticos, el 0% eran isleños del Pacífico, el 0% eran de otras razas y el 1.63% pertenecían a dos o más razas. Del total de la población el 0% eran hispanos o latinos de cualquier raza.